# Amphitheater Pula

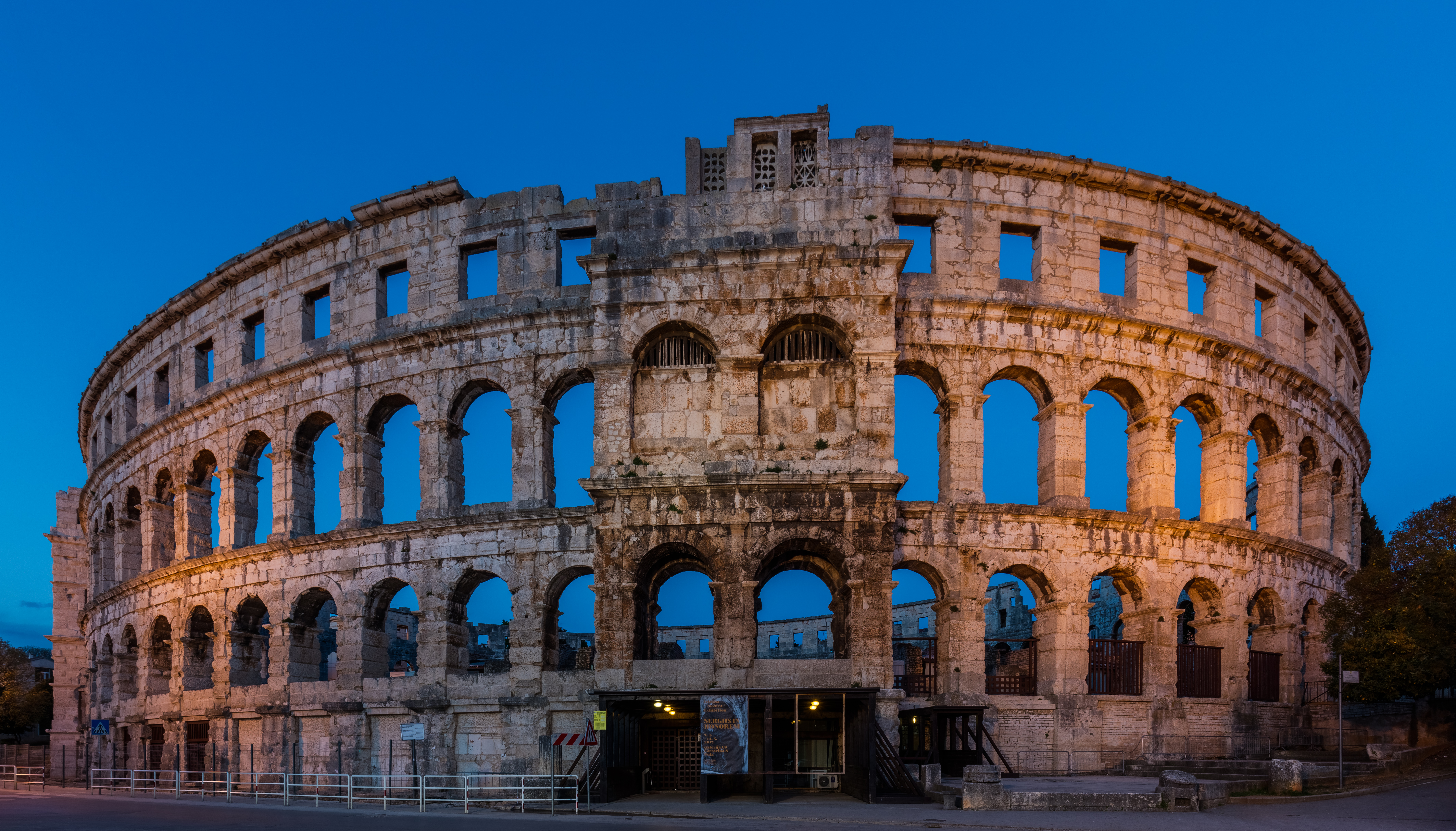
Amphitheater in Pula von der Meeresseite her gesehen

Blick von der anderen Seite.

Das römische Amphitheater Pula (Kroatien) (kroatisch: Pulska Arena) ist das sechstgrößte Amphitheater der Antike und eines der am besten erhaltenen. Zwar ging das Innere des Gebäudes im Laufe der Jahrhunderte durch Raubbau verloren, seine Fassade aus weißem Kalkstein hingegen ist noch weitgehend im Originalzustand. Sie besteht seit ihrem Endausbau (um 81 n. Chr.) aus zwei übereinander angeordneten Arkadenreihen mit 72 Bögen und einem bekrönenden Obergeschoss, das von 64 rechteckigen Fensternischen durchbrochen wird. Der Bau erreicht meerseitig eine Höhe von 32,45 Metern. Da sich seine Ostseite auf einen Hügel stützt, ist diese nach außen wesentlich niedriger. Hier konnten in der unteren Bogenreihe als Anpassung an das Gelände 32 Bögen teilweise oder ganz eingespart werden.
Die im Mittelalter demontierten Sitzreihen konnten bis zu 26.000 Zuschauer fassen. Geboten wurden dem antiken Publikum Gladiatorenkämpfe, Tierhetzen und wohl auch Naumachien, also Seeschlachten.
Im Hypogäum unterhalb der Arena, wo sich die Tierkäfige und die für die Vorführungen nötige Ausstattung und Maschinerie befanden, ist heute eine Dauerausstellung zur Geschichte des Öl- und Weinanbaus in römischer Zeit untergebracht. Auch die Stile und Verwendungen von Amphoren und die antiken Handelsbeziehungen Istriens werden dargestellt.

## Baugeschichte
Ein erster, wohl noch hölzerner Vorgängerbau, wird auf die Regierungszeit des Augustus datiert, des ersten römischen Kaisers. Wenige Jahrzehnte später, wohl unter Kaiser Claudius, wird der Bau dann in Stein ausgeführt. Aber erst Kaiser Vespasian wird die endgültige Ausbaustufe zugeschrieben. Er, der auch das Kolosseum in Rom in Auftrag gab, habe mit dem Bau in Pula – so lautet die Legende – seine von dort stammende Geliebte Antonia Caenis ehren wollen. Die Eröffnung des Kolosseums erlebte der Kaiser nicht mehr, sie wurde 80 n. Chr. unter seinem Sohn und Nachfolger Titus gefeiert. Kurz darauf, um 81 n. Chr., werden auch die Arbeiten in Pula vollendet gewesen sein.
Zuvor bereits, 78/79 n. Chr., ist die Via Flavia als Verbindungsstraße nach Triest (lateinisch Tergeste) und Aquileia angelegt worden, an der das Amphitheater lag.

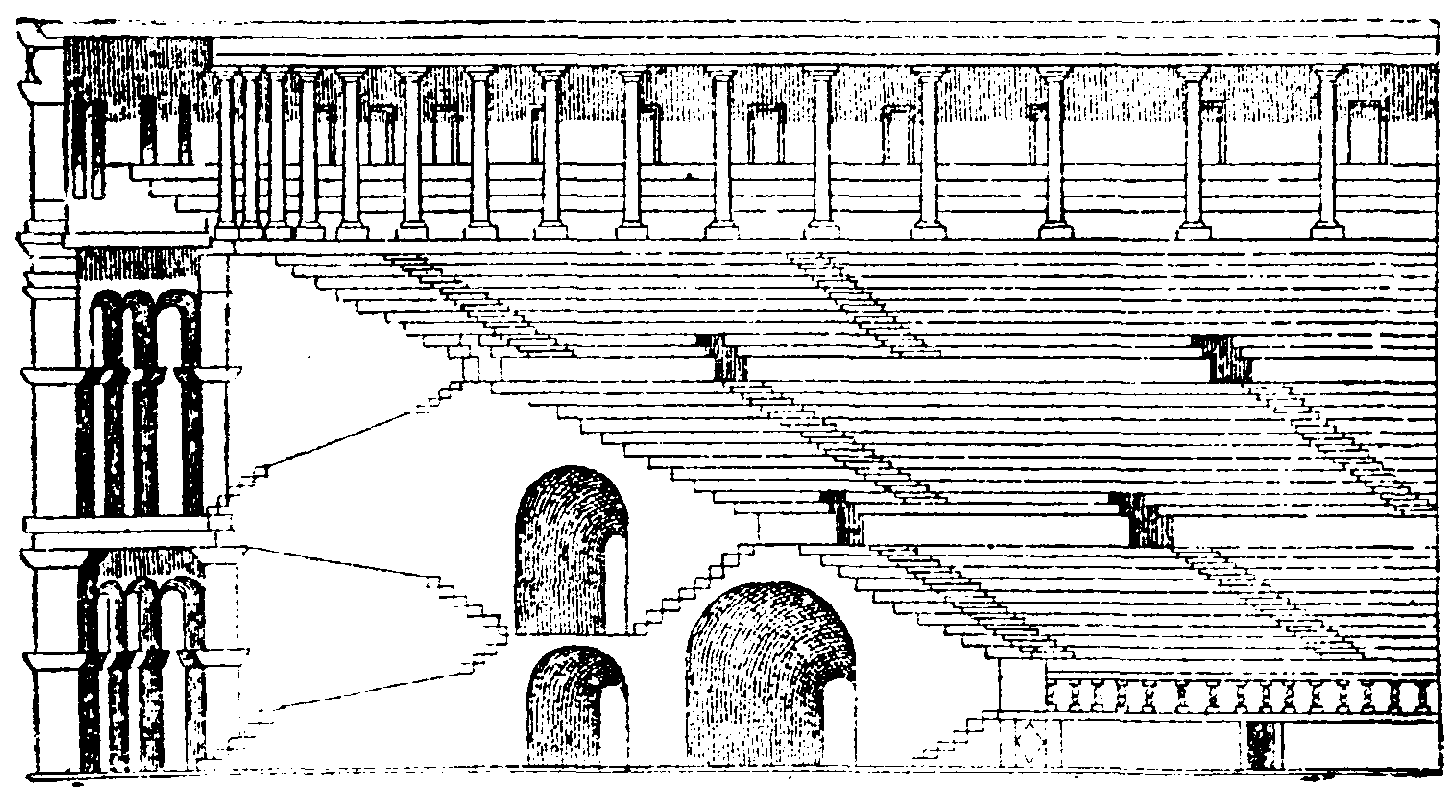
Rekonstruktionszeichnung der verschwundenen Zuschauerränge.

Durch seinen Standort etwa 200 Meter außerhalb von Pulas damaligen Stadtmauern habe der Großbau „Atemfreiheit“ gewonnen: „Von seiner Funktion her und als Bauwerk gehört er noch zur Stadt, er wächst aber über sie hinaus. Der Mauerkranz leuchtet noch heute großartig über das Gemeinwesen, über die See und das Land, Stadt- und Landschaftskrone in einem, ein Wahrzeichen der Stadt am Meer.“ Als eine von anderen Amphitheatern unbekannte Besonderheit werden die vier turmartigen Anbauten genannt: „Rechteckig aus dem Rund vorkragend, gliedern sie es und bringen ein wehrhaftes Element in die festliche Monumentalarchitektur“. Die Türme enthielten aus Holz gezimmerte Treppenhäuser, die eine zusätzliche Möglichkeit boten, in die obere Galerie des Zuschauerrunds zu gelangen. Zudem verfügte jeder Turm über Regenwassertanks, die an heißen Tagen wohl auch zum Besprenkeln des Publikums dienten; derartige „Luftbefeuchter“ sind aus einigen römischen Theatern bekannt.
Eine weitere römische Ingenieursleistung war das aus Stoffbahnen und Holzmasten bestehende Velarium. Dieses diente dem Publikum als Schattenspender und war Standard in den meisten Theatern und Amphitheatern. In Pula zeugen davon noch 70 Löcher im Kranzgesims, in denen die Holzmasten steckten, und andere Fragmente.
Nach dem Untergang des Römischen Reiches dienten die meisten antiken Monumente als Steinbrüche für Neubauten, so auch das Amphitheater von Pula. Sein Wahrzeichencharakter schützte offenbar zumindest seine Fassade vor der Demontage. So wurde lediglich das Innere des Gebäudes ausgeschlachtet, wodurch die Zuschauerränge und die sie tragenden Gewölbe verschwanden. Gegen dieses Treiben wurden 1260 und 1458 Verbote erlassen. Für die Fundamente des Glockenturms der Kathedrale von Pula wurde die antike Ruine im Jahre 1709 zum letzten Mal als Steinquelle genutzt.
Als sich wenig später, beflügelt von den Ausgrabungen im italienischen Pompeji, europaweit das Interesse an der Antike und ihren Hinterlassenschaften zu regen begann, entwickelte sich auch ein Bewusstsein für die Denkmalpflege. Im 18. und 19. Jh. wurde so erstmals auch das Amphitheater von Pula zum Gegenstand von archäologischen Untersuchungen und Sicherungsmaßnahmen.
In den frühen 1930er Jahren wurde auf der Ostseite ein Teil der Zuschauerränge mit etwa 5000 Sitzplätzen wiederhergestellt, seither dient die Arena erneut als Veranstaltungsort.

## Kulturveranstaltungen
Im Jahre 1962 diente das Bauwerk im italienischen Sandalenfilm Einer gegen Rom (Solo contro Roma) mit teils vollständig mit Statisten besetzten Rängen als Drehort für diejenigen Szenen, die Gladiatorenkämpfe zum Inhalt hatten. Später war das Amphitheater Austragungsort eines Film-Festivals, 1993 wurde es vom Pula Film Festival und den Kulturevents des Histria Festivals abgelöst. Für Opern, Konzerte, Theater und Film ist die historische Arena mit ihrer bemerkenswerten Akustik ein häufig genutzter Aufführungsort. Musiker wie Sting, Julio Iglesias, Luciano Pavarotti, Elton John, Zucchero, Anastacia, Norah Jones, Robbie Williams, Foo Fighters, Alanis Morissette oder The Kelly Family traten hier auf.

## Eishockey in der Arena
Mitte September 2012 fanden in der Arena erstmals zwei Eishockeyspiele der Österreichischen Eishockey-Liga vor jeweils 7130 Zuschauern statt. Gastgeber KHL Medveščak Zagreb verlor das erste Spiel gegen HDD Olimpija Ljubljana. Drei Tage später wurden dann die Vienna Capitals aus Wien mit 4:1 geschlagen. Die Außentemperatur betrug jeweils 23 °C. Die Eisfläche hatte die Dimensionen von 57 × 26 Meter und war damit um einen Meter länger als vom Internationalen Verband vorgeschrieben. Die Eisdicke lag zwischen sechs und acht Zentimetern. Damit es auch stabil blieb und nicht brach, waren 15.000 Liter Diethylenglycol und 30.000 Liter Wasser für den Gefrierprozess vonnöten.

## Galerie

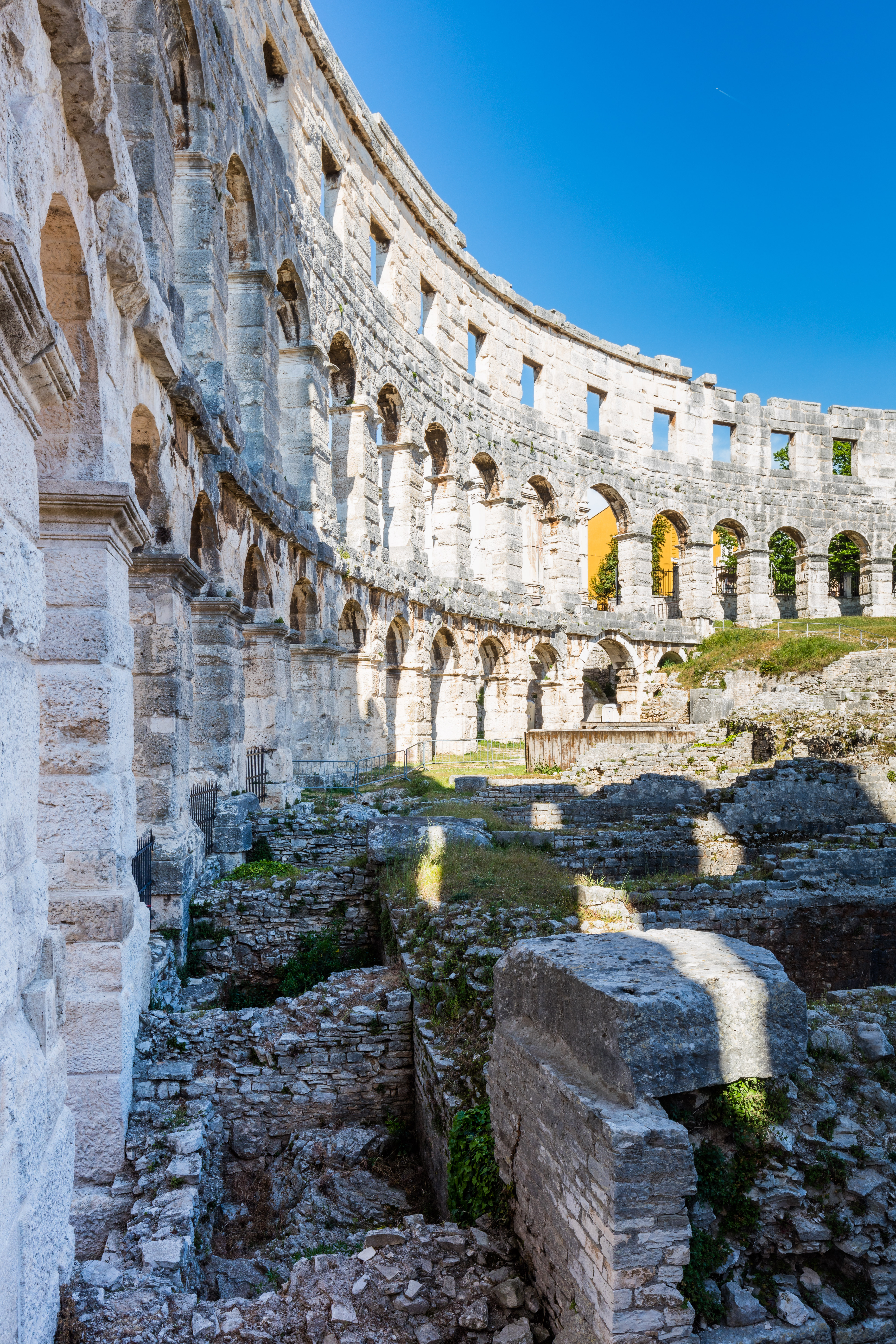
Pula, römisches Theater, Blick von innen
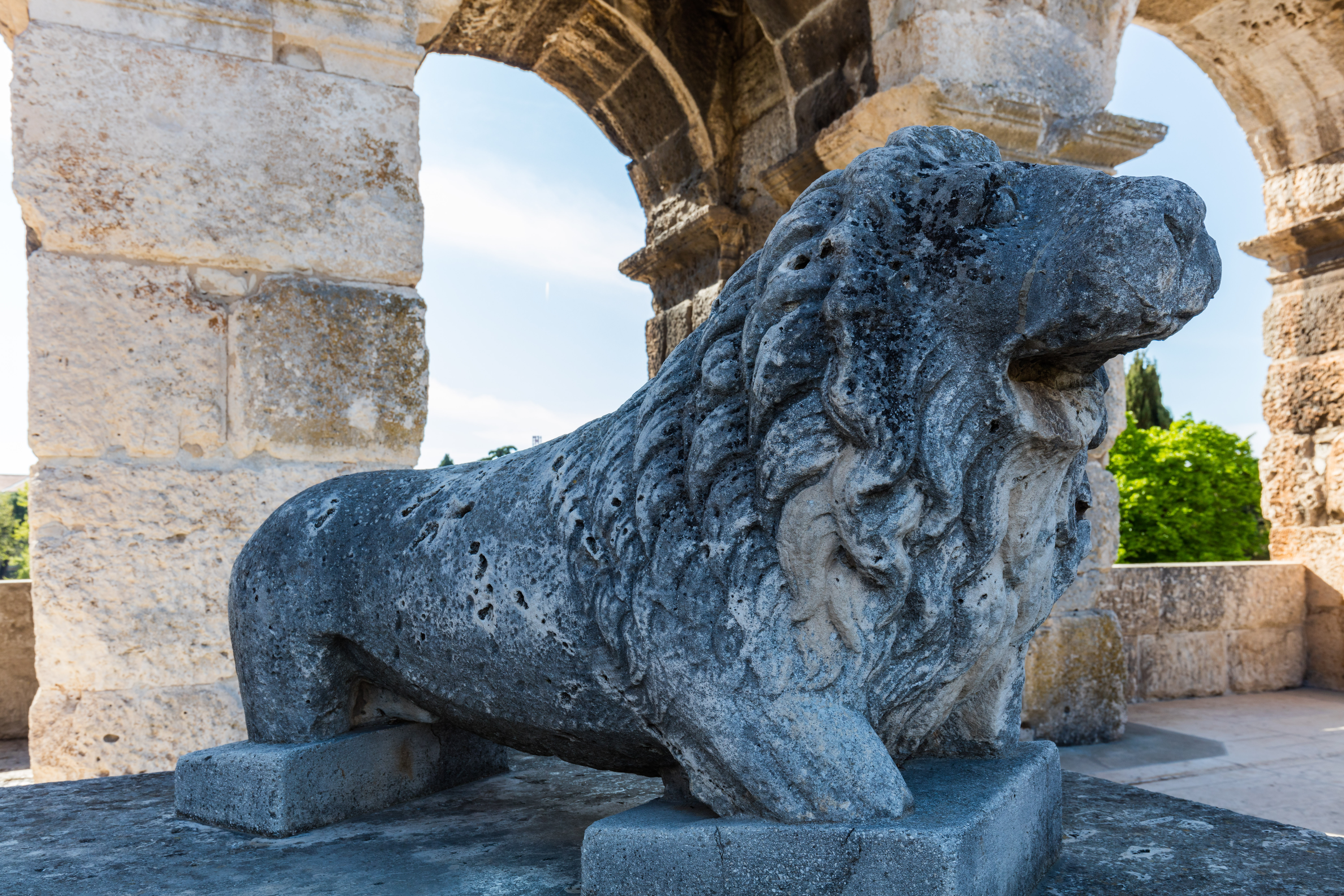
Löwe beim Eingang im Theater von Pula